# Titularbistum Diocaesarea in Palaestina
Diocaesarea in Palaestina (ital.: Diocesarea di Palestina) ist ein Titularbistum der römisch-katholischen Kirche.
Es geht zurück auf ein Bistum in der antiken Stadt Diocaesarea/Diokaisareia, früher Sepphoris, in Galiläa.
| Titularbischöfe von Diocaesarea in Palaestina |                            |                                                                           |                    |                    |
| Nr.                                           | Name                       | Amt                                                                       | von                | bis                |
| 1                                             | Gregorio Carbonelli OM     |                                                                           | 24. Oktober 1611   |                    |
| 2                                             | Georg Hammer               | Weihbischof in Magdeburg (Deutschland)                                    | 26. Mai 1629       | 7. September 1639  |
| 3                                             | Martinus Paulus Kemlick    | Weihbischof in Prag (Böhmen)                                              | 7. Februar 1667    |                    |
| 4                                             | Aeneas Chisholm            | Koadjutorvikar und Apostolischer Vikar von Highland District (Schottland) | 11. Mai 1804       | 31. Juli 1818      |
| 5                                             | Jerzy Jeschke              | Weihbischof in Kulm (Polen)                                               | 19. Juni 1856      | 7. November 1881   |
| 6                                             | Antonio Caff               |                                                                           | 3. Juli 1882       |                    |
| 7                                             | Simeón Pereira y Castellón | Koadjutorbischof von León en Nicaragua (Nicaragua)                        | 2. Dezember 1895   | 30. Juli 1902      |
| 8                                             | Karl Augustin              | Weihbischof in Breslau (Deutschland)                                      | 10. Mai 1910       | 16. September 1919 |
| 9                                             | Giovanni Pranzini          | Weihbischof in Bologna (Italien)                                          | 13. Juni 1921      | 18. November 1924  |
| 10                                            | Louis-Joseph Kerkhofs      | Koadjutorbischof von Lüttich (Belgien)                                    | 18. Dezember 1924  | 19. Juli 1927      |
| 11                                            | Simone Lorenzo Salvi OSB   | Abt von Subiaco (Italien)                                                 | 30. September 1927 | 26. Mai 1964       |